# Toyota Brevis
Toyota Brevis — компактный престижный автомобиль, производившийся Toyota с мая 2001 по 2007 год. Создан на базе автомобиля Toyota Progres. Комплектуется 6-цилиндровыми 2,5 или 3-литровыми двигателями, с установленными системами VVT-i и впрыском D-4, мощностью 200 и 220 л. с. соответственно. Трансмиссия на этом автомобиле — 5-ступенчатый автомат. На модификацию с 2.5-литровым двигателем и полным приводом устанавливают 4-ступенчатую автоматическую коробку передач. Имеет роскошный салон с изготовленными из дерева панелями, кожаные кресла и LCD монитор в центральной консоли.

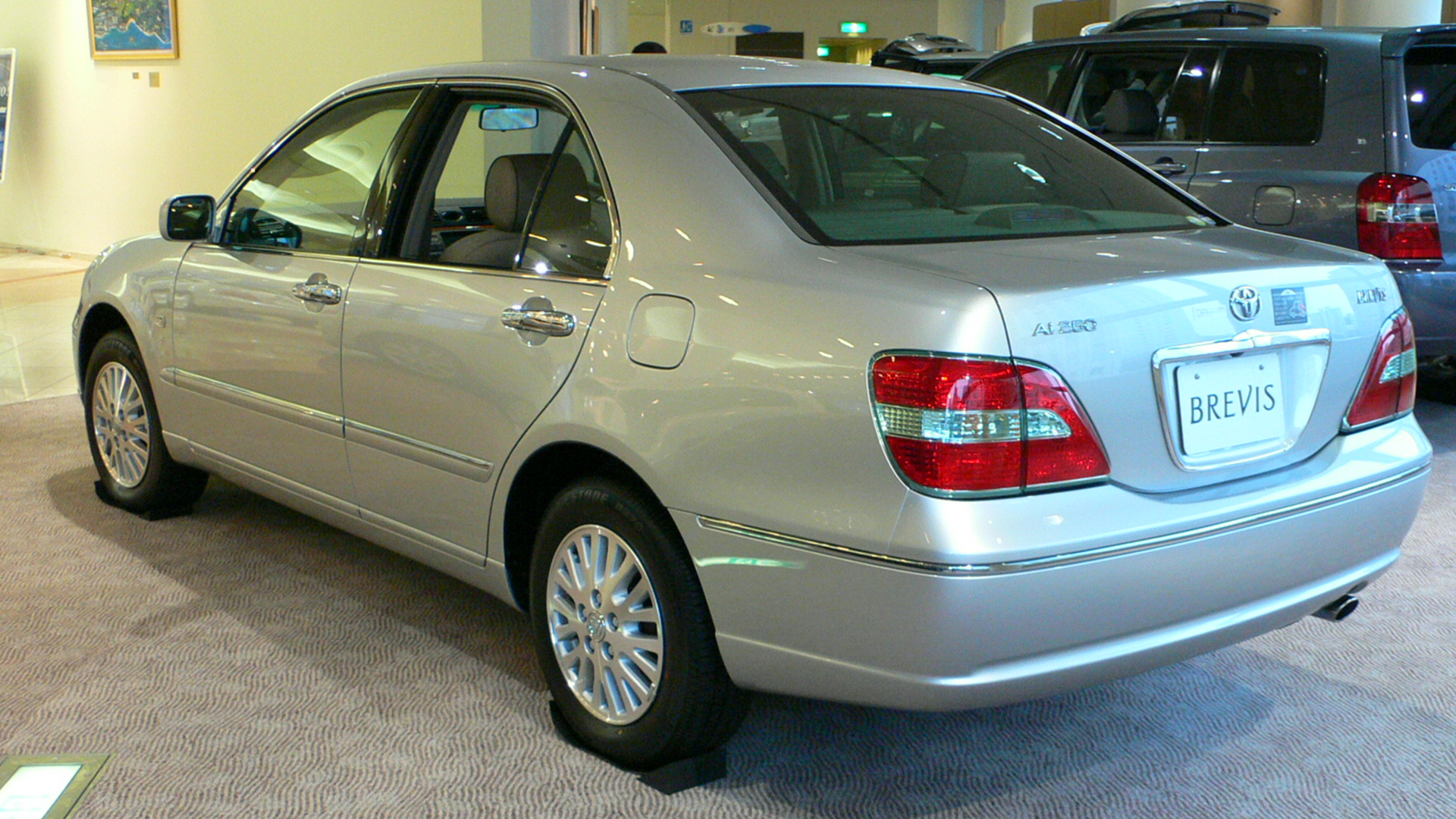
Toyota Brevis